# 弗兰克·赖斯利
弗兰克·赖斯利（英語：Frank Riseley，1877年7月6日—1959年2月6日），英国男子网球运动员。他曾联同悉尼·霍华德·史密斯获得1902年和1906年温布尔登网球锦标赛男子双打冠军。他于1959年在托基去世。

## 职业生涯
里斯利参加的第一场比赛是在1892年的沃里克郡锦标赛，他在第二轮中直落两盘输给了威尔伯福斯·伊夫斯。

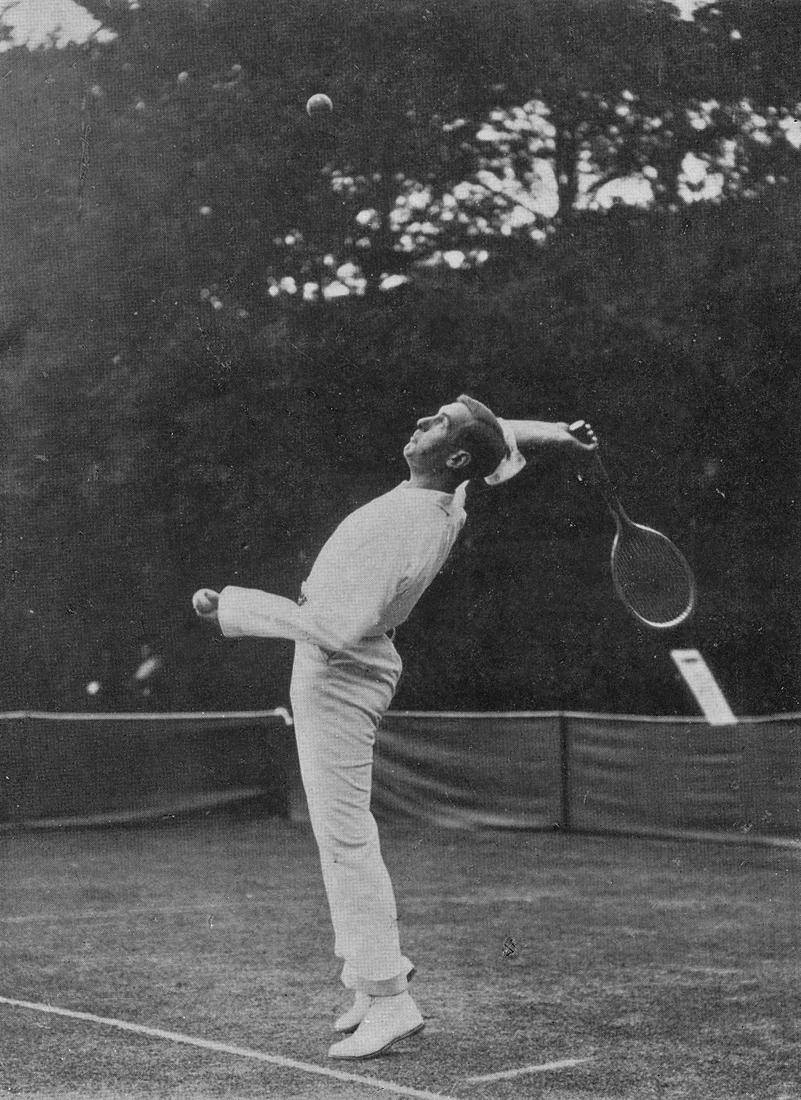
Frank L Riseley beginning of service

1895年，在经历了三年的16场比赛后，他在兰开夏郡利物浦的滑铁卢锦标赛上赢得了他的第一个冠军。同年，他进入了著名的北方锦标赛的全员决赛，但在五盘比赛中输给了赫伯特·巴德利。
1896年，他通过对阵亚瑟·亨利·里斯利（Arthur Henry Riseley）的比赛保住了滑铁卢冠军头衔。 1896年，他在约克郡谢菲尔德赢得了谢菲尔德和哈勒姆郡锦标赛，击败了爱德华·罗伊·艾伦（Edward Roy Allen）。